# Numen
Numen (meervoud Numina) is een Latijnse term voor "spirituele kracht" of "voelbare heilige aanwezigheid".
Letterlijk in het Latijn betekent numen: "knikje van het hoofd" (van een god). Dat knikje van het hoofd van een god, geeft zijn wil, kracht of bekrachtiging aan. De Romeinse godsdienst kende de numina dus als krachten en niet als antropomorfe goden. De latere goden waren de oorspronkelijke zogenaamde numina. Dat houdt in dat ze geen menselijke gestalte hadden en ervaren werden als krachten en machten. Veel van die machten waren verbonden  met het huis, bijvoorbeeld Vesta, de numen van het haardvuur of Penates, machten die het voortbestaan van het huis verzekerden en later ook vereerd werden als beschermer van de hele stad.
De Romeinse godsdienst kende oorspronkelijk dan ook geen mythen. Toen de Romeinen na verloop van tijd in contact kwamen met de Grieken leerden ze hun goden en godenverhalen kennen. Onder invloed van de Grieken werden de Romeinse goddelijke machten 'echte' goden.
Het concept is vergelijkbaar met de drijfkrachten die in de Egyptische mythologie als neteru werden aangeduid. Zowel aan godheden als aan entiteiten tot op het laagste niveau werd een zeker sacraal karakter toegeschreven dat met dezelfde benaming werd weergegeven.
In Rudolf Otto's boek "Das Heilige" (Breslau 1917) gebruikt hij dit begrip "numen" en introduceerde het adjectief numineus: een transcendente gevoelservaring die tegelijkertijd vrees en fascinatie opwekt. Dit begrip komt overeen met het filosofische begrip het sublieme dat onder andere Kant gebruikte. Daarbij dient te worden begrepen dat Kant met esthetica in zijn derde kritiek de letterlijke betekenis van esthetica bedoelde: de zintuiglijke (gevoels)ervaring. Zie ook het boek "Het numineuze" van Tjeu van den Berk.